# Pasar Rundeng
Pasar Rundeng is een bestuurslaag in het regentschap Subulussalam van de provincie Atjeh, Indonesië. Pasar Rundeng telt 910 inwoners (volkstelling 2010).